# 卒業論文代行問題
卒業論文代行問題（そつぎょうろんぶんだいこうもんだい）とは、大学の卒業論文を他人が作成することである。
こうした卒業論文の代行を請け負う業者が存在しており、卒論代行業者はネットにも広告を掲載するほどありふれた存在である。
代行業者が存在する背景として、学生の就職活動が長期化して卒論作成の時間を取りづらくなったこと、大学側のチェック体制の不備、などが挙げられている。
卒論代行業者は、日本のみならず海外でも多数存在する。中国では、発覚したならば停学とするなど教育部で定められているところもある。